# Callitula keralensis
Callitula keralensis är en stekelart som beskrevs av Sureshan 2002. Callitula keralensis ingår i släktet Callitula och familjen puppglanssteklar. Inga underarter finns listade.